# По траве босиком (фильм)
«По траве босиком» — советский художественный фильм-мелодрама 1987 года, снятый режиссёром Антоном Васильевым на «Центральной киностудии детских и юношеских фильмов им. М. Горького».

## Сюжет
Николай возвращается из армии после службы в Афганистане, где воевал. Его невеста работает библиотекарем в профессионально-техническом училище. Понаблюдав за ребятами своего училища, Николай неожиданно для самого себя устраивается туда педагогом. Он надеется научить подростков не только обращению с сельхозтехникой, но — самое главное — пониманию жизни, которое он вынес из того недавнего прошлого, где гремят взрывы, гибнут люди. Николаю приходится столкнуться с очень проблемными подростками, которые не признают авторитетов и ведут себя вызывающе. Они могут просто так устроить драку, угнать автобус из гаража училища, проехать по полю с проросшей пшеницей и подавить всходы. В какой-то момент Николай, разуверившись в своих возможностях, хочет даже оставить работу, но чувство ответственности за своих подопечных побеждает. К нему с уважением начинают относиться самые разные ребята: и трудяги-близнец Юра и Боря, и «гроза» училища Афоня. Удаётся Николаю и начать возрождение заброшенной деревни — с его помощью близнецы покупают избу и собираются, забрав из детдома сестрёнку, навсегда поселиться в этих местах...

## В ролях
- Юрий Злыднев — Николай
- Анастасия Белова — Нина
- Владимир Аникин — Волков
- Константин Телишевский — Борис Ткачёв
- Олег Телишевский — Юрий Ткачёв
- Андрей Онг — Афанасьев
- Мария Скворцова
- Раиса Рязанова
- Александр Январёв — директор ПТУ
- Екатерина Васильева
- Виктор Павлов
- Виктор Авилов — Алексей Титов, официант
- Николай Волков
- Лилия Макеева ― Лилия Петрова
- Сергей Андреев
- С. Карташов
- В. Ступников
- В. Сагадеева
- Ж. Сузикова
- С. Шолматов
- С. Соловьёв
- С. Фёдоров
- А. Турусов
- С. Жуков
- Н. Васильева
- Н. Сахарова
- Екатерина Обухова

## Съёмочная группа
- Авторы сценария — Камил Икрамов (в титрах — К. Матроскин), Ольга Сидельникова (в титрах — О. Простоквашина)
- Режиссёр-постановщик — Антон Васильев
- Оператор-постановщик — Михаил Гойхберг
- Художник-постановщик — Николай Емельянов
- Соло на балалайке и музыка в исполнении автора — Юрия Клепалова
- Звукооператор — Ариф Алиев
- Режиссёр — Зарий Хухим
- Оператор — Иван Кобелёв
- Художник по костюмам — Нелли Малышева
- Грим — Светлана Крылова, Ольга Лаут
- Монтаж — Нина Малышёва
- Мастер по свету — В. Припоров
- Цветоустановщик — Л. Рэдулеску
- Консультант — В. Звягин
- Постановщик трюков — Константин Кищук
- Музыкальный редактор — Юлиан Грюнберг
- Редактор — Виктория Святковская
- Директор съёмочной группы — Александр Каменский
- Производство — Центральная киностудия детских и юношеских фильмов им. М. Горького
- Длительность — 80 минут, 75 минут
- Формат — широкоэкранный
- Изображение — цветное
- Метраж — 2254,6
- Количество частей — 8[2]
- Дата премьеры — 17 ноября 1987 года,  СССР
- Телевизионная премьера — 9 марта 1998, «ТВ Центр»[3]